# Ermsdorf
Ermsdorf (luxemburguès Iermsdref, alemany Ermsdorf) és una vila de la comuna de Vallée de l'Ernz i antiga comuna al nord-est de Luxemburg, en el cantó de Diekirch.

## Població
| Nacionalitat   | Població | %      |
| -------------- | -------- | ------ |
| luxemburguesos | 585      | 72,04% |
| Forasters      | 227      | 27,96% |
| - portuguesos  | 135      | 16,63% |
| - francesos    | 10       | 1,23%  |
| - italians     | 6        | 0,74%  |
| - belgues      | 29       | 3,57%  |
| - alemanys     | 8        | 0,99%  |
| - iugoslaus    | 9        | 1,11%  |
| - altres       | 30       | 3,69%  |

## Evolució demogràfica
| Any        | Població |
| ---------- | -------- |
| 15/02/2001 | 812      |
| 01/01/2002 | 821      |
| 01/01/2003 | 837      |
| 01/01/2004 | 854      |
| 01/01/2005 | 848      |